# Neocallichirus guara
Neocallichirus guara är en kräftdjursart som först beskrevs av Rodrigues 1971.  Neocallichirus guara ingår i släktet Neocallichirus och familjen Callianassidae. Inga underarter finns listade i Catalogue of Life.